# Konstantine Zereteli

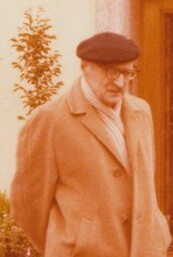
Konstantine Zereteli 1977

Konstantine Grigolis dse Zereteli (georgisch კონსტანტინე გრიგოლის ძე წერეთელი; russisch Константин Григорьевич Церетели; * 4. Februar 1921 in Tiflis; † 27. Februar 2004) war ein georgischer Semitist.
Zereteli entstammte einer Lehrerfamilie. Nach Abschluss des Schulbesuches 1937 schrieb er sich an der philologischen Fakultät der Staatlichen Universität Tiflis ein, wo er Kaukasische und Orientalische Sprachen studierte. Semitische Sprachen wurden ein Schwerpunkt seiner Studien. 1945 nahm er eine Tätigkeit an der Abteilung für nahöstliche Sprachen an der Georgischen Akademie der Wissenschaften auf. Seine Aspirantur beendete er 1946 als Kandidat der Wissenschaften und wurde 1956 zum Doktor der Wissenschaften promoviert. 1959 wurde er zum Professor ernannt. Seit der Gründung des Institutes für Orientalistik an der Akademie der Wissenschaften 1960 leitete Tsereteli die Abteilung für Semitistik. 1991 konnte auf seine Initiative hin ein Lehrstuhl für hebräisch-aramäische Philologie eingerichtet werden, dessen erster Inhaber er war.
Zereteli war seit 1974 korrespondierendes und sein 1988 ordentliches Mitglied der Georgischen Akademie der Wissenschaften. 1993 wurde er in das Präsidium der Akademie gewählt. Er war außerdem Mitglied zahlreicher Wissenschaftlicher Gesellschaften wie der Deutschen Morgenländischen Gesellschaft.
Zeretelis wissenschaftliche Leistung beruht v. a. auf der Erforschung neuaramäischer Dialekte. Neben einer Grammatik der neuassyrischen Sprache veröffentlichte er auch eine Grammatik des Syrischen, eine umfassende Darstellung der Aramäischen Sprache (italienische Übersetzung Grammatica generale dell'aramaico Turin 1995) sowie ein Handbuch des Biblisch-Hebräischen. Hinzu kommen Veröffentlichungen zu den aramäischen Inschriften Georgiens. Zwar wurden Zeretelis Hauptwerke in moderne westliche Sprachen übersetzt, zahlreiche Veröffentlichungen blieben in der westlichen Welt jedoch weitgehend unbeachtet, da sie in Russisch oder Georgisch erschienen.

## Werke (Auswahl)
- Grammatik der modernen assyrischen Sprache (Neuostaramäisch) [Übers. von Peter Nagel]. Leipzig: Verlag Enzyklopädie 1978.
- Grammatica generale dell'aramaico. [Ed. italiana a cura di Sergio Noja Noseda]. Torino: Zamorani 1995. ISBN 88-7158-036-2